# موريارتي
موريارتي (نيومكسيكو) (بالإنجليزية: Moriarty, New Mexico)‏ هي مدينة تقع في الولايات المتحدة في مقاطعة تورانس، نيومكسيكو. يقدر عدد سكانها بـ 1,910 نسمة ومساحتها 12.4 كم2 وترتفع عن سطح البحر 1,896 متر.

## التركيبة السكانية
حدّد مكتب تعداد الولايات المتحدة بيانات التركيبة السكانية لموريارتي في تعداد الولايات المتحدة. في ما يلي، التركيبة السكانية حسب تعدادي 2000 و2010.

### تعداد عام 2000
بلغ عدد سكان موريارتي 1,765 نسمة بحسب تعداد عام 2000، وبلغ عدد الأسر 668 أسرة وعدد العائلات 479 عائلة مقيمة في المدينة. في حين سجلت الكثافة السكانية 98.3 نسمة لكل كيلومتر مربع (254.6/ميل2). وبلغ عدد الوحدات السكنية 775 وحدة بمتوسط كثافة قدره 43.2 لكل كيلومتر مربع (111.9/ميل2).
وتوزع التركيب العرقي للمدينة بنسبة 73.54% من البيض و0.62% من الأمريكيين الأفارقة و2.49% من الأمريكيين الأصليين و0.28% من الأمريكيين ذوي الأصول الآسيوية و0.06% من سكان جزر المحيط الهادئ و18.75% من الأعراق الأخرى و4.25% من عرقين مختلطين أو أكثر و40.79% من الهسبانيون أو اللاتينيون من أي عرق.
بلغ عدد الأسر 668 أسرة كانت نسبة 45.5% منها لديها أطفال تحت سن الثامنة عشر تعيش معهم، وبلغت نسبة الأزواج القاطنين مع بعضهم البعض 47.5% من أصل المجموع الكلي للأسر، ونسبة 19.9% من الأسر كان لديها معيلات من الإناث دون وجود شريك، بينما كانت نسبة 4.3% من الأسر لديها معيلون من الذكور دون وجود شريكة وكانت نسبة 28.3% من غير العائلات. تألفت نسبة 24.3% من أصل جميع الأسر من عدة أفراد يعيشون في نفس المنزل ونسبة 9.1% كانت تتألف من شخص يعيش بمفرده يبلغ من العمر 65 عاماً أو أكثر. وبلغ متوسط حجم الأسرة المعيشية 2.64، أما متوسط حجم العائلات فبلغ 3.12.
بلغ العمر الوسطي للسكان 32.0 عاماً. وكانت نسبة 33.6% من القاطنين تحت سن الثامنة عشر، وكانت نسبة 7.4% بين الثامنة عشر والرابعة والعشرين عاماً، ونسبة 28.3% كانت واقعةً في الفئة العمرية ما بين الخامسة والعشرين والرابعة والأربعين عاماً، ونسبة 20% كانت ما بين الخامسة والأربعين والرابعة والستين، ونسبة 10.8% كانت ضمن فئة الخامسة والستين عاماً فما فوق. يوجد لكل 100 أنثى 86.2 ذكر، ويوجد لكل 100 أنثى في الثامنة عشر من عمرها فما فوق 85.2 ذكر.
بلغ متوسط دخل الأسرة في المدينة 25,150 دولارًا، أما متوسط دخل العائلة فبلغ 31,957 دولارًا. وكان متوسط دخل الذكور 24,345 دولارًا مقابل 20,000 دولارًا للإناث. وسجل دخل الفرد الخاص بالمدينة 13,640 دولارًا. وكانت نسبة 13.3% من العائلات ونسبة 18% من السكان تحت خط الفقر، وكان من هؤلاء نسبة 21.8% تحت سن الثامنة عشر ونسبة 18.3% في الخامسة والستين من العمر وما فوق.

### تعداد عام 2010
بلغ عدد سكان موريارتي 1,910 نسمة بحسب تعداد عام 2010، وبلغ عدد الأسر 750 أسرة وعدد العائلات 493 عائلة مقيمة في المدينة. في حين سجلت الكثافة السكانية 106.3 نسمة لكل كيلومتر مربع (275.3/ميل2). وبلغ عدد الوحدات السكنية 892 وحدة بمتوسط كثافة قدره 49.7 لكل كيلومتر مربع (128.7/ميل2).
وتوزع التركيب العرقي للمدينة بنسبة 68.32% من البيض و1.73% من الأمريكيين الأفارقة و2.93% من الأمريكيين الأصليين و0.79% من الأمريكيين ذوي الأصول الآسيوية و21.88% من الأعراق الأخرى و4.35% من عرقين مختلطين أو أكثر و43.66% من الهسبانيون أو اللاتينيون من أي عرق.
بلغ عدد الأسر 750 أسرة كانت نسبة 36.5% منها لديها أطفال تحت سن الثامنة عشر تعيش معهم، وبلغت نسبة الأزواج القاطنين مع بعضهم البعض 38.5% من أصل المجموع الكلي للأسر، ونسبة 20% من الأسر كان لديها معيلات من الإناث دون وجود شريك، بينما كانت نسبة 7.2% من الأسر لديها معيلون من الذكور دون وجود شريكة وكانت نسبة 34.3% من غير العائلات. تألفت نسبة 29.5% من أصل جميع الأسر من عدة أفراد يعيشون في نفس المنزل ونسبة 11.3% كانت تتألف من شخص يعيش بمفرده يبلغ من العمر 65 عاماً أو أكثر. وبلغ متوسط حجم الأسرة المعيشية 2.55، أما متوسط حجم العائلات فبلغ 3.13.
بلغ العمر الوسطي للسكان 35.6 عاماً. وكانت نسبة 29.8% من القاطنين تحت سن الثامنة عشر، وكانت نسبة 8.5% بين الثامنة عشر والرابعة والعشرين عاماً، ونسبة 23.2% كانت واقعةً في الفئة العمرية ما بين الخامسة والعشرين والرابعة والأربعين عاماً، ونسبة 25.5% كانت ما بين الخامسة والأربعين والرابعة والستين، ونسبة 13% كانت ضمن فئة الخامسة والستين عاماً فما فوق. وتوزع التركيب الجنسي للسكان بنسبة 48.1% ذكور و51.9% إناث.